# Lolita anime
Las series Lolita Anime (ロリータアニメ), constituyeron la primera serie de OVAs hentai realizadas, y creadas por el estudio japonés Wonder Kids. Fueron lanzadas desde febrero de 1984 hasta mayo de 1985, y consistieron en seis episodios, siendo un éxito en Japón. Un nombre alternativo para este anime es "Wonder Magazine Series", y se encuentran basadas en un manga de Fumio Nakajima.
Existe otra serie de OVAs, un poco más bizarras que las anteriores, también llamadas Lolita Anime, que fueron producidas durante la temporada de invierno de 1984 por Nikkatsu Video, consistentes en 3 episodios creados por el artista Aki Uchiyama.

## Realización
El argumento y los diseños estuvieron basados en el manga de Fumio Nakajima. En la realización de las OVAs intervinieron cuatro directores: Kuni Toniro, R. Ching, Mickey Soda y Mickey Masuda. La animación fue acabada por Tatsushi Kurahashi bajo la producción de Wonder Kids.

## Episodios
| Núm. | Título | Fecha de emisión        |
| --- | --- | ----------------------- |
| 1 | Lolita Anime I: Yuki no Beni Kesho/Shojo Bara Kei (ロリータアニメⅠ：雪の紅化粧 ～少女薔薇刑～), en inglés: Reddening Snow/Rose Girl's Punishment       | 21 de febrero de 1984   |
| Este episodio fue protagonizado por una adolescente que sufre violaciones, y se centra principalmente en la servidumbre sexual y la humillación. Los personajes fueron dibujados con un estilo realista. Incluye la primera escena de incesto registrada en el anime erótico. | |                         |
| 2 | Lolita Anime II: Nanniki-ko no Shinde mo ii/Ikenie no Saidan (ロリータアニメⅢ：仔猫ちゃんのいる店), en inglés: Itsuko Can Die Happy/Altar of Sacrifice | 1 de mayo de 1984       |
| Este segundo episodio utiliza el mismo estilo de diseño con él fueron dibujados los personajes en el primer episodio. Al principio trata de una chica que se encuentra enamorada, dejándole una tarjeta con su número al chico que le gusta. Más tarde encuentra a un exhibicionista que intenta abusar de ella, hasta que llega el chico y la rescata, dirigiéndose luego a su casa. Una segunda parte trata de una chica que se encuentra en el salón de artística, cuando llega el profesor y le desnuda, obligándole a tener relaciones con ella. También contiene las primeras escenas yuri registradas en el anime erótico. | |                         |
| 3 | Lolita Anime III: Koneko-chan no Iru Mise (ロリータアニメⅢ：仔猫ちゃんのいる店), en inglés: House of Kittens                                           | 21 de julio de 1984     |
| Este episodio diseños de personajes típicos de los años 80, y fue protagonizado por una bella colegiala llamada Miu. Se pueden encontrar numerosas parodias de personajes de animes famosos dentro de este episodio, como Minky Momo de la serie Las aventuras de Gigi. Al contrario de los episodios anteriores, que tenían 30 minutos de duración, este solo dura 25 minutos e incluye un video musical con Miu en la playa. | |                         |
| 4 | Lolita Anime IV: Hensokyoku (ロリータアニメⅣ：変奏曲), en inglés: Variation                                                                            | 20 de diciembre de 1984 |
| Este episodio se centró en la servidumbre sexual, y contuvo lo que bien puede ser el segundo yuri en el anime erótico. | |                         |
| 5 | Lolita Anime V: Sāfu dorīmingu (ロリータアニメⅤ：サーフドリーミング), en inglés: Miu Series Surf Dreaming                                              | 21 de febrero de 1985   |
| Hay una expansión del video musical del episodio III. Miu aparece en la playa con otras dos hermosas chicas, un niño y un muchacho. | |                         |
| Especial | Lolita Anime Soushuuhen: Shīsaido enjeru Miu (ロリータアニメ集：シーサイドエンジェル ＭＩＵ), en inglés: Collection: Seaside Angel Miu                 | 25 de mayo de 1985      |
| Es el último episodio de la serie Lolita Anime. Este episodio contiene una compilación de escenas de los episodios anteriores. | |                         |